# Кім Йон Де (актор)
У цьому корейському імені прізвище (Кім) стоїть перед особовим ім'ям.
Кім Йон Де (кор. 김영대, ханча: 金永大; нар. 2 березня 1996) — південнокорейський актор. Вперше він отримав визнання завдяки шкільній драмі MBC «Надзвичайна ти» (2019). Потім з'явився в телесеріалі SBS «Пентхаус: Війна в житті» (2020) і телесеріалі KBS2 «Якщо зрадиш, то помреш» (2020). Йон Де зіграв свою першу головну роль у телевізійному серіалі «Падаючі зірки» (2022) каналу tvN, а пізніше з'явився в історичному серіалі «Шлюб під забороною» (2022-23).

## Кар'єра
Йон Де дебютував у 2017 році, зігравши роль у вебдрамі «Всезнальний погляд на нерозділене кохання: Спеціальні серії», яка транслювалася на WHYNOT MEDIA. Потім знявся у вебдрамах «Офісний годинник 2», «Просто надто нудно», «Що робити з тобою», «Це нормально бути чутливим», «Офісний годинник 3» тощо.
У 2018 році він дебютував на телебаченні, знявшися у серії «Час, що залишився між нами» «Спеціальної драми» каналу KBS2.
У 2019 році Йон Де знявся у ролі молодого Кім Сон Ґю в драмі «Предмет», яка транслювалася на MBC. Пізніше зробив особливу появу в драмі «Ласкаво просимо до Вайкікі 2», а потім став частиною основного акторського складу телесеріалу MBC «Надзвичайна ти». 2 жовтня він з'явився на MBC «Idol Radio» разом з іншими акторами Кім Хє Юн, Роуном і Лі На Ин. 17 жовтня став моделлю для «SONGZIO HOMME», показу дизайнера Сон Чі О на тижні моди Hera Seoul 2019 у Dongdaemun Design Plaza в Сеулі.
У 2020 році він знявся в драмі «Я прийду до тебе за гарної погоди», яка транслювалася на JTBC. Потім взяв участь у серіалі «Якщо зрадиш, то помреш», що транслювалася на KBS2. У результаті Йон Де отримав Нагороду Netizen на Премії KBS драма. Наступною його роботою стала драма «Пентхаус: Війна в житті», що транслювалася на SBS. Завдяки цій роботі він отримав більше визнання та можливість бути номінованим на Премії SBS драма у категорії «Найкращий новий актор» і на 57-му Премію мистецтв Пексан у категорії «Найкращий акторський дебют (чоловіки) — Телебачення».
У 2021 році Йон Де зроби особливу появу у серіалах «Справжня краса» і «Під прикриттям».
У 2022 році він з'явився в ролі музи на цифровому показі моди SONGZIO колекції «2022 F/W Paris Collection». Пізніше в квітні знявся в своїй першій головній ролі в драмі tvN «Падаючі зірки» разом із Лі Со Ґьон. У жовтні того ж року Йон Де оголосив, що проведе фан-зустріч «Fall in Love YoungDae ASIA TOUR» у Таїланді, Індонезії та на Філіппінах.

## Філантропія
У грудні 2022 року було повідомлено, що у минулому році Йон Де зробив пожертву на підтримку дітей із групового притулку, а в 2022 році продовжив свою підтримку, зробивши пожертву в Big Issue Korea для малозабезпечених груп населення.

## Як посол
- Міжнародний посол із зв'язків з громадськістю району Со[en] з охорони довкілля (2021)[26]

## Фільмографія

### Телесеріали
| Рік            | Назва                                            | Роль                           | Замітки                | Мережа | Прим.  |
| -------------- | ------------------------------------------------ | ------------------------------ | ---------------------- | ------ | ------ |
| 2018           | «Спеціальної драми — Час, що залишився між нами» | Кім Мін Сік                    | Одноактна драма        | KBS2   | [ 8 ]  |
| 2019           | «Предмет»                                        | Кім Сон Ґю/Кан Ґон у дитинстві | Камео                  | MBC    | [ 9 ]  |
| 2019           | «Ласкаво просимо до Вайкікі 2»                   | Пітчер-новачок                 | Камео (серія 2)        | JTBC   | [ 10 ] |
| 2019           | «Надзвичайна ти»                                 | О Нам Джу                      |                        | MBC    | [ 27 ] |
| 2020           | «Я прийду до тебе за гарної погоди»              | О Йон У                        | Камео (серії 5, 6, 16) | JTBC   | [ 14 ] |
| 2020–2021 роки | «Якщо зрадиш, то помреш»                         | Чха Су Хо                      |                        | KBS2   | [ 15 ] |
| 2020–2021 роки | «Пентхаус: Війна в житті»                        | Джу Сок Хун                    | Сезони 1–3             | SBS    | [ 17 ] |
| 2021           | «Справжня краса»                                 | О Нам Джу                      | Камео (серія 15)       | tvN    | [ 20 ] |
| 2021           | «Під прикриттям»                                 | Кім Тхе Йоль                   | Камео (серія 2)        | JTBC   | [ 21 ] |
| 2022           | «Падаючі зірки»                                  | Кон Тхе Сон                    |                        | tvN    | [ 28 ] |
| 2022–2023 роки | «Шлюб під забороною»                             | Лі Хон                         |                        | MBC    | [ 29 ] |
| 2023           | «Місяць під час дня»                             | Хан Чун О/То Ха                |                        | ENA    | [ 30 ] |

### Вебсеріали
| Рік  | Назва                                                         | Роль        | Замітки                                                                              | Прим.  |
| ---- | ------------------------------------------------------------- | ----------- | ------------------------------------------------------------------------------------ | ------ |
| 2017 | «Всезнальний погляд на нерозділене кохання: Спеціальні серії» | Кім Йон Де  |                                                                                      | [ 2 ]  |
| 2018 | «Офісний годинник 2»                                          | Кур'єр      |                                                                                      | [ 3 ]  |
| 2018 | «Просто надто нудно»                                          | У Син У     |                                                                                      | [ 4 ]  |
| 2018 | «Що робити з тобою»                                           | Лі Ґин      |                                                                                      | [ 5 ]  |
| 2018 | «Обмінятися нерозділеним коханням»                            | Клієнт      | Камео (серія 6)                                                                      | [ 31 ] |
| 2018 | «Кімната романтики»                                           | Офіціант    | Камео (серія 5)                                                                      |        |
| 2018 | «Це нормально бути чутливим»                                  | Кім До Хван | Канал tvN D STUDIO                                                                   | [ 6 ]  |
| 2019 | «Про молодь»                                                  | Лі Джей     | Канал Vanillasee Корейсько-в'єтнамська спільна вебдрама                              | [ 32 ] |
| 2019 | «Це нормально бути чутливим 2»                                | До Хван     | Канал tvN D STUDIO Камео (серія 10)                                                  | [ 33 ] |
| 2019 | «Офісний годинник 3»                                          | Йон Ха Джун |                                                                                      | [ 7 ]  |
| 2019 | «До моїх прекрасних нас»                                      | Пак Чун Сок | Канал PUBG                                                                           | [ 34 ] |
| 2019 | «Всезнальний погляд на нерозділене кохання: Спеціальні серії» | Кім Йон Де  | Канал WHYNOT MEDIA Рекламний вебсеріал, що створений на замовлення «KB Kookmin Card» | [ 35 ] |

### Телевізійні шоу
| Рік  | Назва                                 | Роль     | Мережа | Прим.  |
| ---- | ------------------------------------- | -------- | ------ | ------ |
| 2021 | «Концерт миру 2021 — Приєднати серце» | Оповідач | KBS1   | [ 36 ] |

### Музичні кліпи
| Рік  | Назва пісні                    | Виконавець                 | Замітки      | Прим.  |
| ---- | ------------------------------ | -------------------------- | ------------ | ------ |
| 2018 | «The First Night» (첫날밤)     | Бен і Кім Вон Джу (з 4MEN) |              | [ 37 ] |
| 2021 | «Graduation Tears» (졸업 눈물) | Юн Чон Сін                 | з Кім Се Рон | [ 38 ] |

## Театр
| Рік       | Назва                  | Роль      | Прим.  |
| --------- | ---------------------- | --------- | ------ |
| 2017–2018 | «Історія для вбивства» | Евтаназія | [ 39 ] |

## Нагороди та номінації
| Церемонія нагородження   | рік  | Категорія                                             | Номінант / Робота                                 | Результат | Прим.         |
| ------------------------ | ---- | ----------------------------------------------------- | ------------------------------------------------- | --------- | ------------- |
| Премія азійський артист  | 2022 | Нагорода за найкращу акторську гру                    | «Падаючі зірки»                                   | Перемога  | [ 40 ]        |
| Премія «Азійська модель» | 2022 | Нагорода за популярність (актор)                      | Кім Йон Де                                        | Перемога  | [ 42 ]        |
| Премія мистецтв Пексан   | 2021 | Найкращий акторський дебют (чоловіки) — Телебачення   | «Пентхаус: Війна в житті»                         | Номінація | [ 19 ] [ 43 ] |
| Премія «Бренд року»      | 2021 | Найкращий новий актор                                 | Кім Йон Де                                        | Перемога  | [ 44 ]        |
| Премія MBC драма         | 2019 | Найкращий новий актор                                 | «Надзвичайна ти»                                  | Номінація | [ 45 ]        |
| Премія MBC драма         | 2022 | Нагорода за майстерність, Найкращий актор мінісеріалу | «Шлюб під забороною»                              | Перемога  | [ 46 ]        |
| Премія MBC драма         | 2022 | Найкраща пара                                         | Кім Йон Де (з Пак Чу Хьон) («Шлюб під забороною») | Номінація | [ 47 ]        |
| Премія KBS драма         | 2020 | Найкращий новий актор                                 | «Якщо зрадиш, то помреш»                          | Номінація | [ 48 ]        |
| Премія KBS драма         | 2020 | Нагорода Netizen (актор)                              | «Якщо зрадиш, то помреш»                          | Перемога  | [ 16 ]        |
| Премія SBS драма         | 2020 | Найкращий новий актор                                 | «Пентхаус: Війна в житті»                         | Номінація | [ 18 ]        |
| Премія SBS драма         | 2021 | Найкращий новий актор                                 | «Пентхаус: Війна в житті 2 і 3»                   | Перемога  | [ 49 ]        |

## Виноски
1. ↑  Премія «Азійська модель» — щорічна церемонія, що нагороджує топ-моделей і знаменотостей в Азії.[41]